# Te lucis ante terminum
Te lucis ante terminum (с лат. — «Тебя на закате дня» [молим]) — средневековый католический гимн, приуроченный к комплеторию. Западная церковная традиция приписывала текст Григорию Великому или Амвросию Медиоланскому. В действительности автор текста, который относят к V-VI векам, неизвестен. В отличие от многих других гимнов у Te lucis ante terminum нет одной, закреплённой за этим текстом мелодии. Авторы всех сохранившихся мелодий неизвестны.

## Текст
Te lucis ante terminum написан ямбическим диметром (четыре ямбические стопы поделены на две одинаковые метрические группы). Текст третьей строфы варьируется в зависимости от календарного праздника.

### Версия 1 (Liber hymnarius)
| 1. Te lucis ante terminum, rerum Creator, poscimus, ut solita clementia sis praesul ad custodiam. 2. Te corda nostra somnient, te per soporem sentiant, tuamque semper gloriam vicina luce concinant. 3. Vitam salubrem tribue, nostrum calorem refice, taetram noctis caliginem tua collustret claritas. 4. Praesta, Pater omnipotens, per Jesum Christum Dominum, qui tecum in perpetuum regnat cum Sancto Spiritu. | Молим тебя, Творец сущего, на закате дня: будь, как обычно, милостив и стань во главе [нашей] охраны. Сердца наши пусть видят Тебя во сне, пусть во сне чувствуют Тебя, и славу Твою пусть всегда воспевают [в течение] грядущего дня. Даруй здоровую жизнь, восстанови наши силы, пусть мерзкую тьму ночи осветит Твоя [утренняя] ясность. Сияй, Отче всемогущий, через Иисуса Христа Бога нашего, Который с Тобой и с Духом Святым правит вовеки. |

### Версия 2 (Liber usualis)
1. Te lucis ante terminum,

Rerum Creator, poscimus,

Ut pro tua clementia

Sis praesul et custodia.

2. Procul recedant somnia

Et noctium phantasmata;

Hostemque nostrum comprime,

Ne polluantur corpora.

3. Praesta, Pater piissime,

Patrique compar Unice,

Cum Spiritu Paraclito

Regnans per omne saeculum.

3 (вариант). Deo Patri sit gloria,

Et Filio qu(i) a mortuis

Surrexit, ac Paraclito

In sempiterna gloria.

3 (вариант). Jesu, tibi sit gloria

Qui natus est de Virgine,

Cum Patr(e) et almo Spiritu

In sempiterna saecula.
Текст гимна переведён на многие новоевропейское языки, в том числе на английский (Before the end of the day), немецкий (Bevor des Tages Licht vergeht), итальянский (Al termine del giorno). Инципит гимна цитирует Данте:

«Te lucis ante» — песнь лилась святая
Из уст ее гармонией святой,
Мне позабыть себя повелевая.— Чистилище, песнь 8

## Музыка

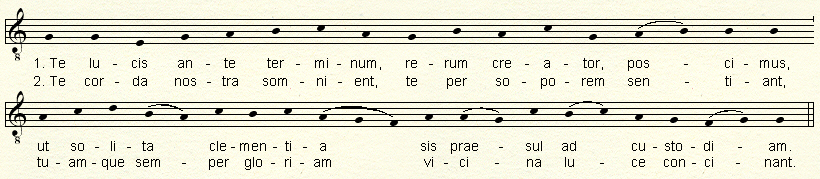
Гимн Te lucis ante terminum. Праздничная мелодия (in sollemnitatibus) восьмого тона (показаны первые две строфы в редакции после Второго Ватиканского собора). Источник транскрипции: Liber usualis, p.242

У текста Te lucis ante terminum нет одной-единственной, закреплённой за ним мелодии. В дореформенном Antiphonale monasticum (1934) приведены 14 мелодий VIII (7), II (4), IV (2) и I (1) церковных тонов. В книге Liber hymnarius (1983), опубликованной после Второго Ватиканского собора, количество официально допущенных мелодий уменьшилось — даны 8 мелодий VIII (4), II (3) и IV (1) тонов.
Te lucis ante terminum положен в основу многих многоголосных произведений преимущественно XVI века. Среди авторов таких произведений А. Вилларт, О. Лассо, Дж. П. да Палестрина (авторство оспаривается), Т. Л. де Виктория, Т. Таллис (два мотета, с использованием двух оригинальных мелодий), Д. Ортис, Ж. де Верт, Дж. Легренци.

## Нотные издания
- Antiphonale monasticum. Paris; Tournai; Roma, 1934.
- Liber usualis. Tournai, 1950
- Liber hymnarius. Solesmes, 1983.